# سرف مسا
پاول آگوئر (به انگلیسی: Powell Aguirre) (متولد ۱۰ آوریل ۲۰۰۰)، معروف به سرف مسا (به انگلیسی: Surf Mesa) نوازنده الکترونیکی آمریکایی از سیاتل است. او برای تک آهنگ آی‌ال‌وای به شهرت رسید، آهنگی که نمونه‌ای از کاور " Can't Take My Eyes Off You " (1967) فرانک سیناترا بود که در تیک‌تاک محبوبیت پیدا کرد.

## زندگی‌نامه
آگوئر در سیاتل به دنیا آمد، و فرزند یک ساکسوفونیست جاز است. او از کلاس سوم ابتدایی شروع به ساخت موسیقی کرده‌است و ابتدا از طریق اف‌ال استودیو و آموزش‌های آهنگسازی در یوتیوب موسیقی را یادگرفته است. او کار خود را در پروژه سرف مسا در دبیرستان آغاز کرد و موسیقی را در ساوندکلاود منتشر کرد. وقتی آگوئر قصد داشت برای تحصیل در رشته کامپیوتر در آریزونا برای تحصیل در رشته علوم کامپیوتر به آریزونا برود، پایش شکست و سه ماه در بستر بود. در این مدت، آگوئر توانست به‌طور کامل بر روی تولید موسیقی تمرکز کند.
آگوئر پس از دیدار با دختری که به آن علاقه داشت تصمیم گرفت به لس آنجلس نقل مکان کند، زیرا از فرصت‌های موسیقی‌دانان در این شهر را آگاه بود. در سال ۲۰۱۹، آگوئر اولین تک آهنگ خود را با نام "Taken Away" با حضور الکسا دانیل، و اولین نمایش طولانی اتاق خواب خود را منتشر کرد. در ماه نوامبر، آگوئر " ILY (دوستت دارم عزیزم) " را منتشر کرد، آهنگی که بر اساس جلد " Can't Take My Eyes Off You " خواننده امیلی است. این آهنگ محبوبیت گسترده‌ای را در پلت فرم ویدئوییتی‌تاک کسب کرد و منجر به امضای Aguirre توسط Astralwerks و یونیورسال شد. تا ژوئن سال ۲۰۲۰، این آهنگ به یک موفقیت بین‌المللی تبدیل شد و به ۱۰ مورد برتر در اتریش، آلمان، سوئیس، اسکاتلند، هلند، مالزی و سنگاپور و ۵ رتبه برتر جدول بیلبورد داغ رقص_آهنگ‌های الکترونیکی رسید.
در ژوئن ۲۰۲۰، آگوئر یک ریمیکس رسمی برای موسیقی دان الکترونیکی آمریکایی Marshmello و خواننده آمریکایی Halsey 's Be Kind "منتشر کرد.